# Borek (district de Havlíčkův Brod)
Pour les articles homonymes, voir Borek.
Borek (en allemand : Borek) est une commune du district de Havlíčkův Brod, dans la région de Vysočina, en République tchèque. Sa population s'élevait à 122 habitants en 2020.

## Géographie
Borek se trouve à 3 km au sud-ouest de Chotěboř, à 21 km au nord de Havlíčkův Brod, à 44 km au nord-ouest de Jihlava et à 89 km à l'est-sud-est de Prague.
La commune est limitée par Běstvina au nord, par Jeřišno à l'est, par Uhelná Příbram au sud, et par Kraborovice à l'ouest.

## Histoire
La première mention écrite de la localité date de 1557.